# Swing Social
 (septembre 2024).
Si vous disposez d'ouvrages ou d'articles de référence ou si vous connaissez des sites web de qualité traitant du thème abordé ici, merci de compléter l'article en donnant les références utiles à sa vérifiabilité et en les liant à la section « Notes et références ».
Pour plus de détails, voir Fiche technique et Distribution.
Swing Social est un court métrage d'animation américain réalisé par William Hanna, Joseph Barbera et Rudolf Ising et sorti le 18 mai 1940.